# Лабуревка

Лабуревка (укр. Лабурівка) — село,
Милорадовский сельский совет,
Котелевский район,
Полтавская область,
Украина.
Код КОАТУУ — 5322283006. Население по переписи 2001 года составляло 61 человек.

## Географическое положение
Село Лабуревка находится на левом берегу реки Ворскла, около места впадения в неё река Мерла,
ниже по течению на расстоянии в 1,5 км расположено село Матвеевка.
К селу примыкает большой лесной массив урочище Боровское (сосна).

## История
Село указано на трехверстовке Полтавской области. Военно-топографическая карта.1869 года как Гетманщина (Лабуровка)